# Bryconamericus orinocoense
Bryconamericus orinocoense är en fiskart som beskrevs av Román-valencia 2003. Bryconamericus orinocoense ingår i släktet Bryconamericus och familjen Characidae. Inga underarter finns listade.